# 羅家彥
羅家彥，湖北安陸府天門縣人，清朝政治人物。
嘉慶十三年（1808年）戊辰科進士，改庶吉士，嘉慶十四年，授翰林院編修。改監察御史。